# Édouard Mathé
Édouard Mathé (1886 – 1934) fue un actor cinematográfico de nacionalidad francesa, activo en la época del cine mudo.

## Biografía
Nacido en Australia, formó parte de la compañía de actores de Louis Feuillade, con el que trabajó en múltiples ocasiones, y con el cual debutó en el film L'Hôtel de la gare en 1914. A lo largo de su carrera entre 1914 y 1924 trabajó en más de ochenta filmes. 
Su papel más famoso fue el del periodista Philippe Guérande en Les Vampires (1915). Otras interpretaciones destacadas fueron las que llevó a cabo en Judex (1917) y en Barrabas (1919).
Édouard Mathé falleció en Bruselas, Bélgica, en 1934.

## Filmografía
| - 1914 : L'Hôtel de la gare, de Louis Feuillade - 1915 : Son or, de Louis Feuillade - 1915 : Le Trophée du zouave, de Gaston Ravel - 1915 : Le Collier de perles, de Louis Feuillade - 1915 : L'Angoisse au foyer, de Louis Feuillade - 1915 : Le Blason, de Louis Feuillade - 1915 : L'Union sacrée, de Louis Feuillade - 1915 : L'Escapade de Filoche, de Louis Feuillade - 1915 : Fifi tambour, de Louis Feuillade - 1915 : Les Noces d'argent, de Louis Feuillade - 1915 : Le Roman de Midinette, de Louis Feuillade - 1915 : Le Fer à cheval, de Louis Feuillade - 1915 : Les Vampires, de Louis Feuillade - 1916 : Suzanne, professeur de flirt, de René Hervil y Louis Mercanton - 1916 : Le pied qui étreint, de Jacques Feyder - 1916 : C'est pour les orphelins !, de Louis Feuillade - 1916 : Le Colonel Bontemps, de Louis Feuillade - 1916 : Les Mariés d'un jour, de Louis Feuillade - 1916 : Les Fourberies de Pingouin, de Louis Feuillade - 1916 : Les Fiançailles d'Agénor, de Louis Feuillade - 1916 : Le Malheur qui passe, de Louis Feuillade - 1916 : C'est le printemps!, de Louis Feuillade - 1916 : L'Aventure des millions, de Louis Feuillade - 1916 : Un mariage de raison, de Louis Feuillade y Léonce Perret - 1917 : Judex, de Louis Feuillade | - 1917 : Déserteuse!, de Louis Feuillade - 1917 : Le Passé de Monique, de Louis Feuillade - 1917 : Débrouille-toi, de Louis Feuillade - 1917 : La Femme fatale, de Louis Feuillade - 1917 : Herr Doktor, de Louis Feuillade - 1917 : Le Bandeau sur les yeux, de Louis Feuillade - 1917 : L'Autre, de Louis Feuillade - 1917 : La Nouvelle Mission de Judex, de Louis Feuillade - 1917 : La Fugue de Lily, de Louis Feuillade - 1918 : Les Petites marionnettes, de Louis Feuillade - 1918 : Aide-toi, de Louis Feuillade - 1918 : Vendémiaire, de Louis Feuillade - 1918 : Tih Minh, de Louis Feuillade - 1919 : L'Homme sans visage, de Louis Feuillade - 1919 : L'Engrenage, de Louis Feuillade - 1919 : Le Nocturne, de Louis Feuillade - 1919 : L'Énigme, de Louis Feuillade - 1919 : Barrabas, de Louis Feuillade - 1921 : Les Deux Gamines, de Louis Feuillade - 1921 : Séraphin ou les jambes nues, de Louis Feuillade - 1921 : L'Orpheline, de Louis Feuillade - 1921 : Saturnin ou le bon allumeur, de Louis Feuillade - 1921 : Gustave est médium, de Louis Feuillade - 1921 : Parisette, de Louis Feuillade - 1923 : Mes p'tits, de Paul Barlatier y Charles Keppens - 1923 : Le Nègre du rapide numéro 13, de J. Mandemant - 1924 : Les Deux Gosses, de Louis Mercanton - 1924 : La Course à l'amour, de Paul Barlatier y Charles Keppens |